# 모아시르 로드리게스 산투스
모아시르 로드리게스 산투스(1970년 3월 21일~2024년 7월 20일)는 브라질의 축구 선수이다.

## 통계
| 브라질 | 브라질 | 브라질 |
| 연도   | 출전   | 골     |
| ------ | ------ | ------ |
| 1990   | 3      | 0      |
| 1991   | 3      | 1      |
| 합계   | 6      | 1      |